# Palača Radošević u Hvaru
Palača Radošević (Vukašinović-Dojmi) je barokna palača hrvatske plemićke obitelji Radoševića (Radossio) u gradu Hvaru. Nalazi se u Vicka Butorovića 2.

## Povijest
Sagrađena je u 17. stoljeću, od 1670. do 1686. godine. Radove na palači izveo je hrvatski graditelj Ivan Krstitelj Škarpa. Na mjestu palače bio je niz gotičkih kuća tvoreće stambenog bloka. Palača je preobličila taj niz. Iz prvotna vlasništva obitelji Radošević, vlasnici palače poslije su bile obitelji Lupi i Doimi.
Barokna dvokatnica sagrađena sredinom 17. stoljeća zauzela je najveći dio srednjovjekovnog bloka kuća. U začelju palače organizirane u U-tlocrtu je prostrano dvorište. Ispred kuće je vrt. Ističe se kompozicijom sjevernog pročelja sa sedam balkona na drugom katu što je posebnost u širim razmjerima istočnojadranske stambene arhitekture baroknog razdoblja.

## Osobine
Pročelje sa sjeverne strane je reprezentativno. Na njemu je niz barokno profiliranih otvora, plitkih balkona i teraca nad ulicom. Na istom je pročelju uzidan je ranogotički luk iz 15. stoljeća. S obzirom na to da je palača preobličila niz stambenih kuća, u unutarnjosti s ostatci gotičkih konstrukcija. Konstrukcije su očuvane, drvene. Vrata sobe su barokno profilirana. Stubište je od kamena.

## Zaštita
Pod oznakom Z-5144 zavedena je kao nepokretno kulturno dobro - pojedinačno, pravna statusa zaštićena kulturnog dobra, klasificirano kao profana graditeljska baština, stambene građevine.

## Vanjske poveznice
- Nikša Petrić, Ambroz Tudor: Prilozi povijesti umjetnosti u Dalmaciji, Ladanjska izgradnja prostora hvarske komune, sv.37 br.1 kolovoza 1998.